# Канцероген
Причините за възникване на рак (т.нар. канцерогенни вещества или канцерогени; на латински: cancer morbus – рак, на гръцки: genes – раждане) е понятие, което се отнася до факторите, които насърчават развитието на рак при хората или животните. Канцерогенността може да се изразява или чрез директното предизвикване на ракови образувания или чрез обуславяне възникването на условия, които позволяват да се развива такъв, поради генетична заложеност или дестабилизация поради нарушаване на метаболитните процеси в клетката. Приема се предположението, че съществуват три групи от канцерогени (канцерогенни вещества): химикали, вируси и физически фактори.

## Познати канцерогенни вещества
- Нитрати, нитрити – попадат в организма с храни, пренаситени с азотни торове. Нитритите, встъпващи в реакция с амини, водят до образуването на канцерогените нитрозамини.
- Бензопирен – съдържа се в дима, при приготвянето на животинска храна на скара, в цигарения дим и др.
- Пероксид – образува се при силно нагряване на растително масло.
- Афлатоксин – част от плесенните гъби.
- Диоксин – получава се при изгаряне на битови отпадъци, при хлориране на застояла вода.